# Convento de San Jorge (Praga)
El convento de San Jorge (en checo: klášter svatého Jiří) fue una comunidad de monjas benedictinas situada en el castillo de Praga, en Bohemia (actual República Checa), entre los años 973 y 1782.
Fundada en 973, la abadía se encontraba junto a la sede del poder eclesiástico y estatal de Bohemia y, en ocasiones, de todo el Sacro Imperio Romano Germánico, y desempeñó un importante papel histórico. Durante la Edad Media, el convento fue uno de los más ricos de la Corona de Bohemia. Hacia 1400, vivían en la abadía unas 50 monjas (incluidas las que aún no habían profesado).
Aunque ya no están en activo, el edificio del convento y la basílica anexa dedicada a San Jorge siguen existiendo. El edificio de la abadía albergó durante mucho tiempo la colección de arte bohemio del siglo XIX de la Galería Nacional de Praga. Actualmente, está vacío y a la espera de una renovación.
La abadesa de este convento tuvo el inusual privilegio de coronar a la reina consorte de Bohemia, heredado en 1782 por la princesa-abadesa de la Institución Teresiana de Damas Nobles.